# آزنایوو
آزنایوو (انگلیسی: Aznayevo) یک شهرک در شهرستان بیژبولیاکسکی باشقیرستان کشور روسیه است.